# Rachel de Queiroz
Rachel de Queiroz (17. listopadu 1910, Fortaleza - 4. listopadu 2003, Rio de Janeiro) byla brazilská spisovatelka. V roce 1993 získala Camõesovu cenu, nejprestižnější ocenění pro autory píšící v portugalském jazyce. Byla představitelkou tzv. Severovýchodní školy, jež je typická sociální kritikou a užitím hovorové portugalštiny.

## Život
Od šestnácti let pracovala jako novinářka. Ve dvaceti, roku 1930, vydala svůj první román O quinze, který popisoval osudy rolnických rodin donucených opustit své domovy v období sucha v roce 1915. V té době také koketovala s komunistickou stranou, ale brzy se s ní rozešla. Již v prvním románu se hodně věnovala otázce postavení žen v brazilské společnosti, kteréžto téma ještě zesílilo v románech Caminho de pedras (1937) a As três Marias (1939). Ve 40. letech vytvořila zvláštní žánr krátkých, periodických, v novinách tištěných poetických próz, který nazvala crônica. Psala tyto krátké útvary až do konce kariéry a vyšly v 60. a 70. letech v několika souborech (O brasileiro perplexo aj.). V 50. letech se začala věnovat i dramatu (Lampião, A Beata Maria do Egito). V roce 1957 získala Cenu Machado de Assise, nejprestižnější brazilské literární ocenění. V roce 1966 byla brazilskou delegátkou v OSN. Roku 1977 byla jako první žena zvolena do Brazilské literární akademie. Její poslední román, Memorial de Maria Moura (1992) se stal předlohou oblíbeného televizního seriálu z roku 1994.

## Vyznamenání
- komtur Řádu Rio Branco – Brazílie, 1985
- velkodůstojník Řádu prince Jindřicha – Portugalsko, 25. března 1996[3]